# Креммин
Креммин (нем. Kremmin) — община в Германии, в земле Мекленбург-Передняя Померания.
Входит в состав района Людвигслуст. Подчиняется управлению Грабов.  Население составляет 240 человек (на 31 декабря 2010 года). Занимает площадь 16,86 км².
Коммуна подразделяется на 2 сельских округа.